# Landratshaus Lehe

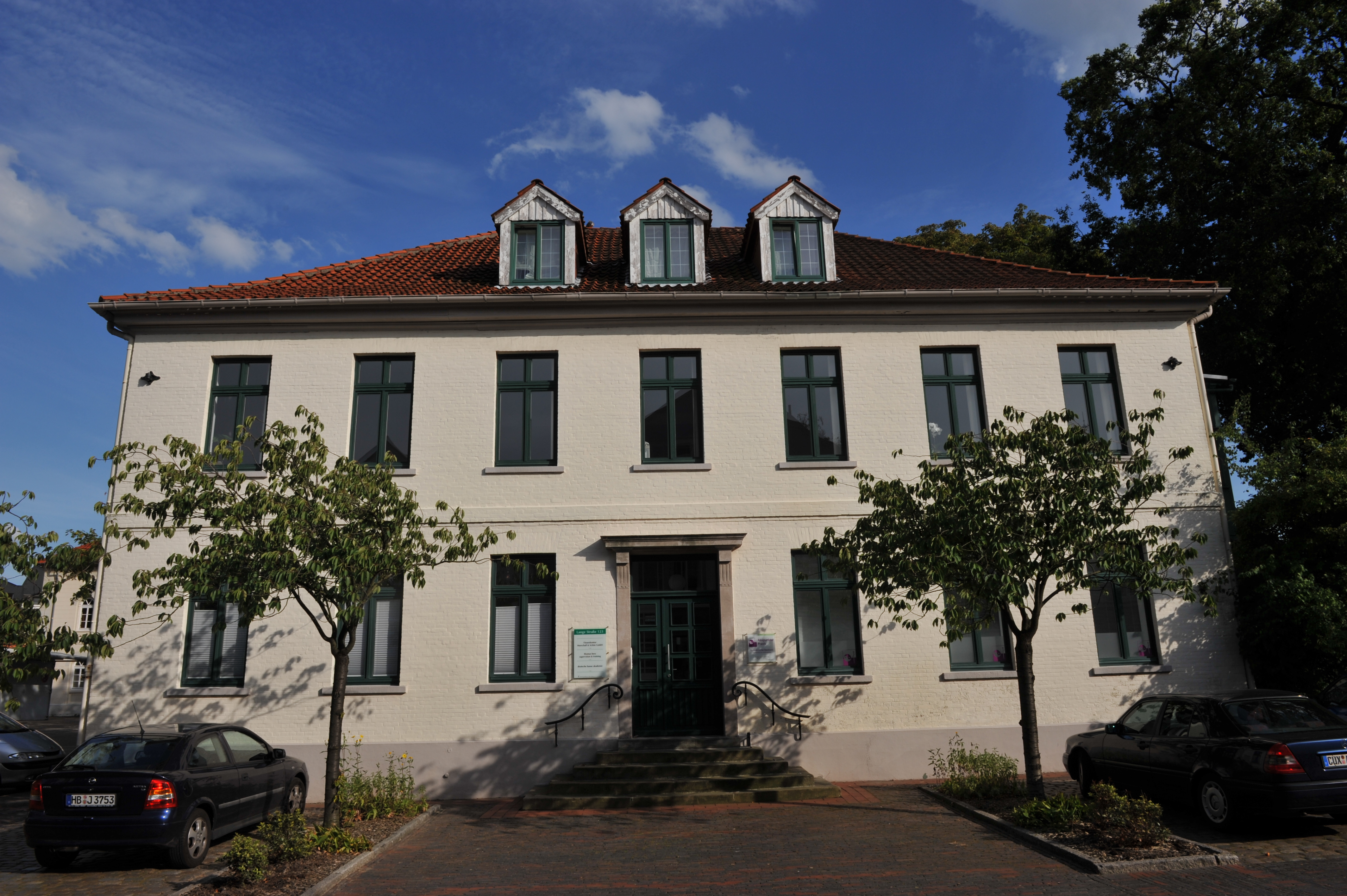
Landratshaus Lehe

Das Landratshaus Lehe in Bremerhaven-Lehe, Ortsteil Klushof, Lange Straße 123, entstand 1830.
Das Gebäude steht seit 1978 unter Bremer Denkmalschutz.

## Geschichte
Der Flecken Lehe gehörte bis 1866 zum Königreich Hannover. 1831 wurde aus dem Gericht Lehe und dem Amt Stotel-Vieland (mit Geestendorf) das Amt Lehe; Teil in der 1823 gebildeten Landdrostei Stade (wie ein Regierungspräsidium).
In der Epoche und im Stil des Klassizismus entstand deshalb 1830 das zweigeschossige, siebenachsige, schlichte Landratshaus Lehe als Wohnhaus und Sitz für den ersten Leher Amtmann Richter Telting.
In direkter Nachbarschaft wurde 1851 das Hannoversche Amtshaus als Amtshaus für das hannoversche Amts- und Obergericht Lehe gebaut.
Nach der Annexion des Königreichs Hannover durch Preußen wurde 1885 in der Provinz Hannover aus dem Amt Dorum sowie dem Amt Lehe der Landkreis Lehe gebildet, der durch einen Kreishauptmann bzw. Landrat geleitet wurde.
Das Gebäude wird zurzeit (2018) u. a. durch Praxen genutzt.